# 川西市立北陵小学校
川西市立北稜小学校（かわにししりつ ほくりょうしょうがっこう）は、兵庫県川西市丸山台にある公立小学校。川西市内では最北端にある。

## 歴史
- 1987年4月1日 - 川西市立東谷小学校から、分離開校。
- 1987年11月2日 - 校歌を制定した。
- 1988年2月20日 - 開校披露式を挙行。

## 校区
丸山台・美山台（共に阪急日生ニュータウン内に存在）

## 交通アクセス
能勢電鉄日生線日生中央駅

## 著名な出身者
- 松下奈緒（女優・ピアニスト）- 1997年卒業

## 校区が隣接している学校
- 川西市立東谷小学校
- 猪名川町立松尾台小学校